# Nasum
Nasum foi uma banda sueca de grindcore fundada em 1992 por Anders Jakobson (guitarra) e Richard Alriksson (bateria e vocal) e dois membros da banda de goregrind Necrony.

## História
Duas semanas após a primeira gravação, Mieszko Talarczyk entra na guitarra. Essa gravação foi usada anos depois em um split com o Agathocles. Algumas gravações, utilizadas como demos e splits foram lançadas antes deles assinarem um contrato com a Relapse Records em 1997, após isso é lançado o primeiro álbum, Inhale/Exhale, que contém influências de crust punk. Mais tarde entra na banda o baixista Jesper Liverod, ele entra em turnê com a banda e grava o álbum Human 2.0 em 2000, eleito em 2020 pela revista Metal Hammer como um dos 20 melhores álbuns de metal daquele ano. Com mais uma mudança na formação e a entrada de Urban Skytt (guitarra) do Regurgitate a banda lança seu terceiro álbum Helvete em 2003. Em 2004, a banda lançou seu último álbum de estúdio, Shift.
Em 26 de Dezembro de 2004 Mieszko Talarczyk é uma das pessoas que somem ápos o Tsunami na Tailândia. Seu corpo é encontrado apenas em 17 de Fevereiro de 2005. Os demais membros decidem não continuar mais com a banda. Em 2008, foi lançado um álbum ao vivo póstumo, Doombringer, gravado no mesmo ano do falecimento de Mieszko.
Em 2017 foi lançado o documentário Nasum: Blasting Shit to Bits - The Final Show, que retrata a última apresentação da banda em 2012, com a participação do vocalista Keijo Niinimaa, da banda Rotten Sound.

## Membros
Última formação
- Mieszko Talarczyk (R.I.P.) - vocal e guitarra (Genocide Superstars, Krigshot, Shagidiel)
- Anders Jakobson - bateria (Necrony, Masticate, Krigshot)
- Urban Skytt - guitarra (Regurgitate, Crematory)
- Jon Lindqvist - baixo e vocal (Sayyadina, Victims)

Ex-membros
- Rickard Alriksson - bateria e vocal (Necrony, Genocide Superstars)
- Jesper Liveröd - baixo e vocal (Burst)

## Discografia
Álbuns de estúdio
- Inhale/Exhale (1998)
- Human 2.0 (2000)
- Helvete (2003)
- Shift (2004)

Compilação
- Grind Finale (2006)

Álbum ao vivo
- Doombringer (2008)